# Florentinus van Arles

Arles onder de voet gelopen door achtereenvolgens Visigothen, Ostrogothen en Franken (begin 6e eeuw)

Florentinus van Arles (circa 483 – Arles, 553) was een abt in de stad Arles. Arles behoorde achtereenvolgens tot het Visigotische Rijk, het Ostrogotische Rijk en ten slotte tot het Frankische Rijk onder het vorstenhuis van de Merovingen. 
Florentinus was de eerste abt van de abdij van de Heilige Apostelen (Monastère des Saints-Apôtres) in Arles (547). De abdij was gesticht door de aartsbisschop van Arles, Aurelianus. Florentinus werd na zijn dood heilig verklaard in de Rooms-katholieke Kerk. Het graf van Florentinus tezamen met een relikwie van het Heilig Kruis waren religieuze trekpleisters van de abdij tijdens de middeleeuwen.